# 世界は二人のために
「世界は二人のために」（せかいはふたりのために）は、1967年5月15日に発売された佐良直美のデビューシングル。

## 解説
- 明治製菓（現：明治）「アルファチョコレート」のCMソングの後半に歌詞を足して[2]リリースされた、佐良直美の歌手デビュー・シングル盤。
- 本楽曲がヒットした結果、1967年の第9回日本レコード大賞で新人賞を受賞した。また、同年大晦日の『第18回NHK紅白歌合戦』に初出場。デビューした年に出場歌手として選出される快挙となった。以降、1979年の第30回まで歌手として13回連続出場、司会も5回務めるなど、1970年代の紅白を支えた。紅白で、他には1973年の第24回でも歌唱されており、合計で3回歌唱されている。
- 発売翌年にもわたってセールスを伸ばし、1968年のシングル年間ヒットチャート（オリコン）では第41位にランクインするなど、累計120万枚の売り上げとなった[3]（130万枚とも[4]）。尚、オリコンがシングル週間ヒットチャートを公式発表し始めたのは同年1月からで、前年1967年の公式年間ヒットチャートは存在しない。累計枚数や、翌年の余勢からも、かなりの上位ヒットであったと推定される。
- 1968年春に開催された第40回選抜高等学校野球大会では、選手入場行進曲に選ばれた。
- 作曲者のいずみたくと中村八大が手がけた音楽を特集したNHK-BS2の特別番組『BSエンターテインメント 昭和歌謡黄金時代 〜中村八大といずみたく〜[5]』（2006年11月24日放送）に佐良がVTR出演した際、「当初は、こんな童謡みたいな曲が売れるわけがない、と思った」とコメントを寄せた。
- 発売当時自由民主党幹事長であった福田赳夫は「若い人は『世界のために二人はあるの』という気概を見せてほしい」と皮肉っている[6]。
- 「二人のため、世界はあるの」と歌われる本楽曲は、結婚披露宴の余興定番曲と紹介されることがあり、消しゴム版画家兼コラムニストのナンシー関が著書『何をかいわんや』内「歌は世につれ④結婚式ソングの考察」（世界文化社刊）で取り上げている。

## 競作・カバー
- ザ・シャデラックス（1967年6月に日本コロムビアから競作シングルを発売）
- ジェームス・ラスト（1968年、同名タイトルの日本のポップス・歌謡曲のカバーアルバムに収録）
- アメリカの3人組コロネードス（The Coronados）がアルバム『Hey, Love』（1969年）に英語詞（曲名は「The World Belongs To You」）で収録。日本では同年、シングル「悲しみの彼方に（I Will Wait For You）」のB面曲として発売された。
- 王愛明（1972年、アルバム『星心相愛』に中国語詞（曲名は「世界多美麗」）で収録）
- テレサ・テン（1968年、アルバム「鄧麗君之歌第九集 AWK-032」、1977年、アルバム「Greatest Hits」 (2427306)」に収録）中国語詞（曲名は「世界多美麗」）で収録）
- 美空ひばり（アルバム『美空ひばり カバーソング コレクション』に収録）
- じゅん&ネネ（1999年、アルバム『全曲集』に収録）
- パンク・ロックバンドのガガガSP（2002年、シングル「晩秋」に収録）
  - トヨタ・ヴォルツのコマーシャルソングに起用されている。
- 道重さゆみ・久住小春・光井愛佳・ジュンジュン（モーニング娘。）（2009年、アルバム『チャンプル①〜ハッピーマリッジソングカバー集〜』に収録）
- 伊東ゆかり（2013年、アルバム『メモリーズ・オブ・ミー』に収録）
- 坂本真綾（2021年、『シン・エヴァンゲリオン劇場版𝄇』挿入歌）[7]

## 収録曲
- 全曲作・編曲：いずみたく

1. 世界は二人のために
作詞：山上路夫
2. 愛は哀しく
作詞：岩谷時子

## 楽曲の収録作品
- GOLDEN☆BEST deluxe 佐良直美 コンプリート・シングルス+ヒット・カバー・コレクション
- GOLDEN☆BEST 忘れ得ぬ名唱・佐良直美
- 佐良直美 BEST of BEST
- 青春歌年鑑 1967 BEST30
- あの時代にかえりたい（通販CD）